# Fratelli Wayans
I fratelli Wayans sono dieci fratelli newyorkesi afroamericani quasi tutti attori. In Italia i fratelli Wayans sono conosciuti principalmente come gli ideatori della serie cinematografica degli anni 2000 e 2010 Scary Movie.

## I membri
1. Dwayne Wayans (nato nel 1956)
2. Keenen Ivory Wayans (nato nel 1958)
3. Diedre Wayans (nata nel 1959)
4. Damon Wayans (nato nel 1960)
5. Kim Wayans (nata nel 1961)
6. Elvira Wayans (nata nel 1964)
7. Nadia Wayans (nata nel 1965)
8. Devonne "Vonnie" Wayans (nata nel 1966)
9. Shawn Wayans (nato nel 1971)
10. Marlon Wayans (nato nel 1972)

## Altri membri della famiglia
- Craig Wayans (nato nel 1976), figlio di Diedre
- Summer Wayans, figlia di Diedre
- Damien Wayans (nato nel 1980), figlio di Elvira
- Chaunté Wayans (nata nel 1982), figlia di Elvira
- Damon Wayans Jr. (nato nel 1982), figlio di Damon
- Michael Wayans (nato nel 1985), figlio di Damon
- Cara Mia Wayans (nata nel 1987), figlia di Damon
- Gregg Wayans (nato nel 1988), figlio di Elvira
- Jamel Wayans-Benson, figlio di Elvira
- Justin Wayans-Benson, figlio di Elvira
- Brandee Wayans-Benson, figlia di Elvira
- Christopher Wayans-Benson, figlio di Elvira
- Kyla Wayans (nata nel 1991), ultima figlia di Damon
- Laila Wayans (nata nel 1999), figlia di Shawn
- Kai Wayans (nato nel 2000), figlio di Marlon
- Shawn Howell Wayans (nato nel 2002), figlio di Marlon
- Illia Wayans (nata nel 2003), figlia di Shawn
- Marlon Wayans II (nato nel 2005), figlio di Shawn
- Axl Wayans (nata nel 2022), figlia di Marlon

## The Wayans Bros.
Situation comedy americana andata in onda dal 1995 al 1999 per la rete televisiva della Warner, che ha per protagonisti i fratelli Marlon e Shawn Wayans. La serie si sviluppa su 101 episodi.

## Curiosità
- Nel film Scary Movie (primo della famosa serie che fino al secondo capitolo ha coinvolto tre dei dieci fratelli) Shawn Wayans si giustifica mentre compie un omicidio dando la colpa alla soppressione dei programmi televisivi, in particolare: «Quello dei fratelli Wayans, era una figata, non ci hanno lasciato neanche girare l'episodio finale!»